# Yacimientos de estaño y su comercio en la Antigüedad

Mapa mostrando la localización conocida de los yacimientos de estaño explotados en la antigüedad

El estaño es un metal esencial en la fabricación de bronces y su adquisición ha sido una parte importante de la actividad humana en la Edad del Bronce y culturas posteriores en toda la historia antigua. Su uso comenzó en el Cercano Oriente y los Balcanes alrededor del 3000 a. C. El estaño es un elemento relativamente raro en la corteza terrestre —con aproximadamente 2 ppm (partes por millón), en comparación con las 50 000 ppm del hierro, las 70 ppm del cobre, las 16 ppm del plomo y las 5 ppm del arsénico; o con las 0,1 ppm de la plata y las 0,005 ppm del oro (Valera y Valera, 2003, p. 10)— y las fuentes antiguas eran por lo tanto escasas, y el metal por lo general tenía que ser objeto de comercio a través de distancias muy largas para cubrir la demanda en las zonas que carecían de yacimientos.
Fuentes conocidas de estaño explotadas en la antigüedad fueron el cinturón de estaño del sureste que corre por la provincia de Yunnan, en China, hasta la península de Malasia; Devon y Cornualles, en Inglaterra; Bretaña, en Francia; la frontera entre Alemania y la República Checa, España, Portugal e Italia; Centroamérica y Sudáfrica (Wertime, 1979, p. 1 Muhly, 1979). Se ha sugerido que había otras fuentes menores de estaño en Irán, Siria y Egipto, pero las evidencias arqueológicas no son concluyentes.

## Primeros usos

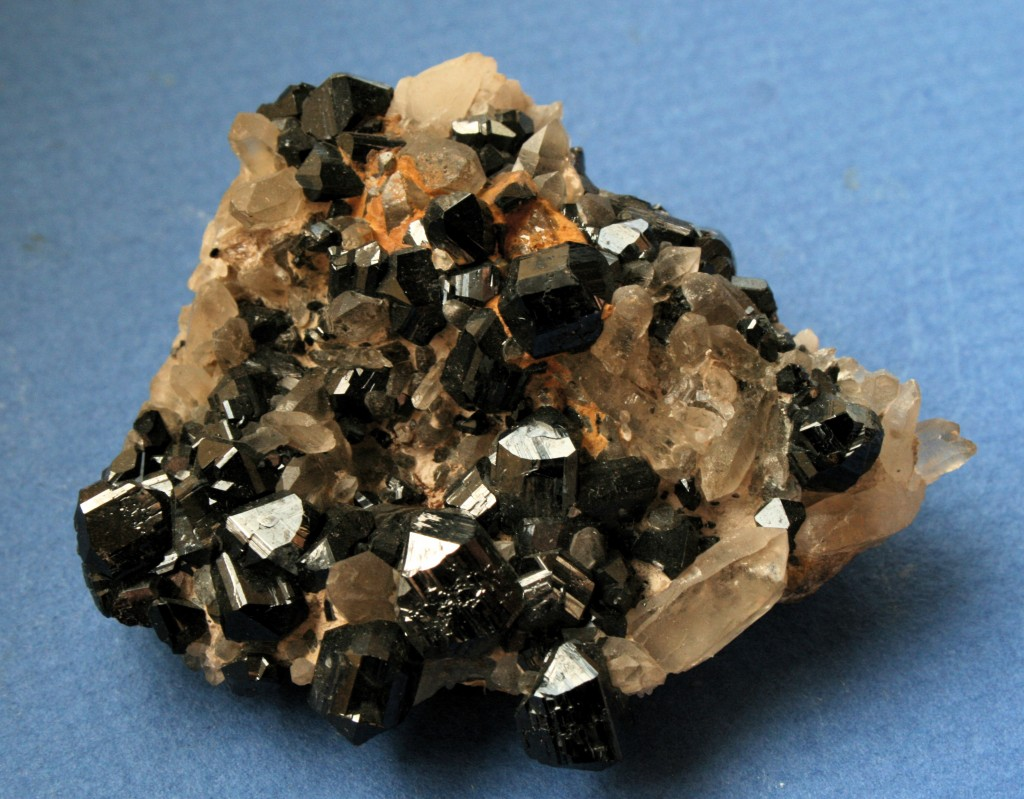
Casiterita y cristales de cuarzo

La extracción del estaño y su uso se pueden datar hasta los inicios de la Edad del Bronce, alrededor de 3000 a. C., cuando se observó que los objetos de cobre formados por menas polimetálicas con diferentes contenidos de metales tenían diferentes propiedades físicas (Cierny y Weisgerber, 2003, p. 23). Los primeros objetos de bronce tenían un contenido de estaño o de arsénico menor del 2 %, y por ello se cree que eran el resultado de una aleación no intencionada causada por las partículas metálicas contenidas en el mineral de cobre (Penhallurick, 1986). La adición de un segundo metal de cobre aumentaba su dureza, bajaba la temperatura de fusión, y mejoraba el proceso de la fundición produciendo una masa fundida más fluida que al enfriar se hacía más densa y menos esponjosa (Penhallurick, 1986, pp. 4-5). Esta fue una importante innovación que permitió formas mucho más complejas conseguidas en moldes cerrados de la Edad del Bronce. Los objetos de bronces arsenicales aparecen por primera vez en el Cercano Oriente, donde el arsénico se encuentra comúnmente asociado con menas de cobre, aunque los riesgos para la salud se comprendieron de forma rápida y se buscaron a principios de la Edad del Bronce fuentes de minerales de estaño, mucho menos peligrosas (Charles, 1979, p. 30). Esto creó una demanda del raro estaño metálico y dio lugar a una red comercial que unía los yacimientos lejanos de estaño con los mercados de las culturas de la Edad del Bronce.
La casiterita (SnO2), el principal óxido que forma el estaño, fue la fuente original más probable de estaño en la antigüedad. Otras formas de minerales de estaño menos abundantes fueron algunos sulfuros, como la estannita, que requiere un proceso de fundición más complicado. La casiterita se acumula a menudo en canales aluviales como yacimientos  de placer debido al hecho de que es más dura, más pesada y más resistente químicamente que el granito en el que se forma típicamente (Penhallurick, 1986). Estos yacimientos pueden ser vistos fácilmente en las orillas del río dado que la casiterita suele ser negra, morada o de otro color oscuro, una característica explotada por los primeros buscadores de la Edad del Bronce. Es probable que los primeros yacimientos naturales fueran aluviales, y tal vez fueron explotados por los mismos métodos utilizados para los pláceres de oro, el bateo.

## Importancia arqueológica
La importancia del metal de estaño para el éxito de las culturas de la Edad de Bronce y la escasez del recurso ofrecen una oportunidad para atisbar el comercio y las interacciones culturales en ese período de tiempo, por lo que ha sido objeto de intensos estudios arqueológicos. Varios problemas han plagado el estudio del estaño antiguo, como los escasos restos arqueológicos de la minería de placer, la destrucción de las antiguas minas por las modernas operaciones mineras, o la mala conservación de los objetos de estaño puro (debido a la enfermedad del estaño o peste del estaño). Estos problemas se ven agravados por la dificultad de determinar la procedencia geológica de los minerales de los objetos de estaño al utilizar elementos traza o análisis de isótopos. El actual debate arqueológico tiene mucho que ver con los orígenes de estaño en las culturas tempranas de la Edad del Bronce del Cercano Oriente (Penhallurick, 1986;Cierny y Weisgerber, 2003;Dayton, 1971;Giumlia-Mair, 2003;Muhly, 1979;Muhly, 1985).

## Yacimientos antiguos

### Europa

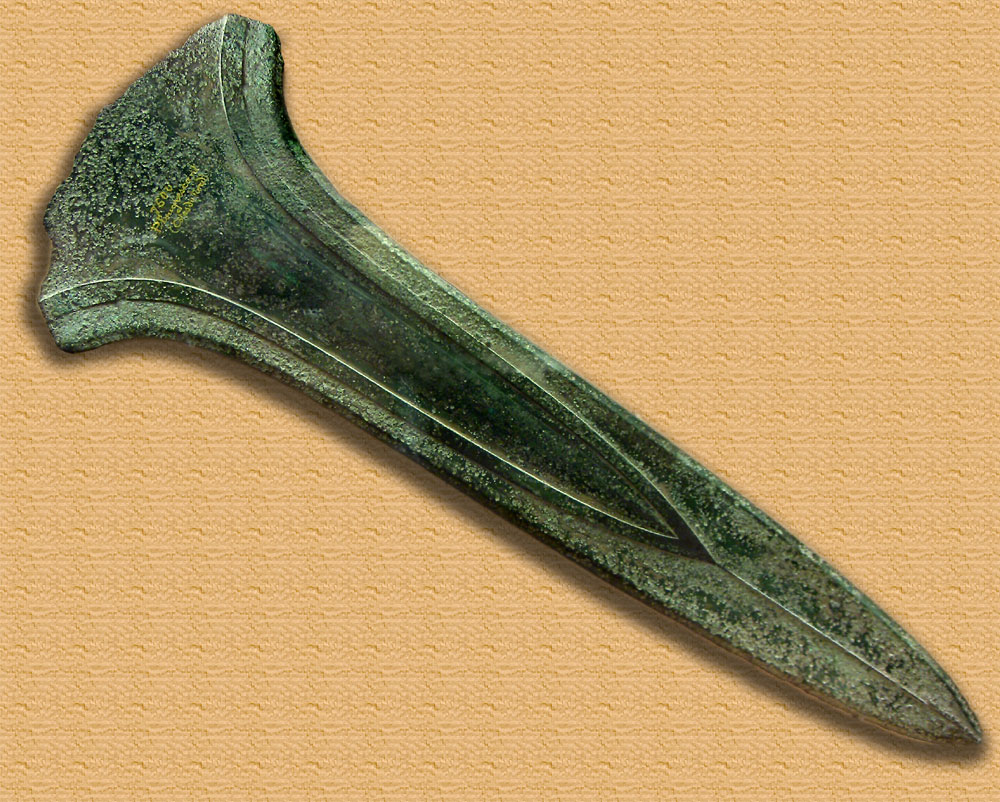
Puñal ceremonial gigante del tipo Plougrescant-Ommerschans, Plougrescant, Francia,

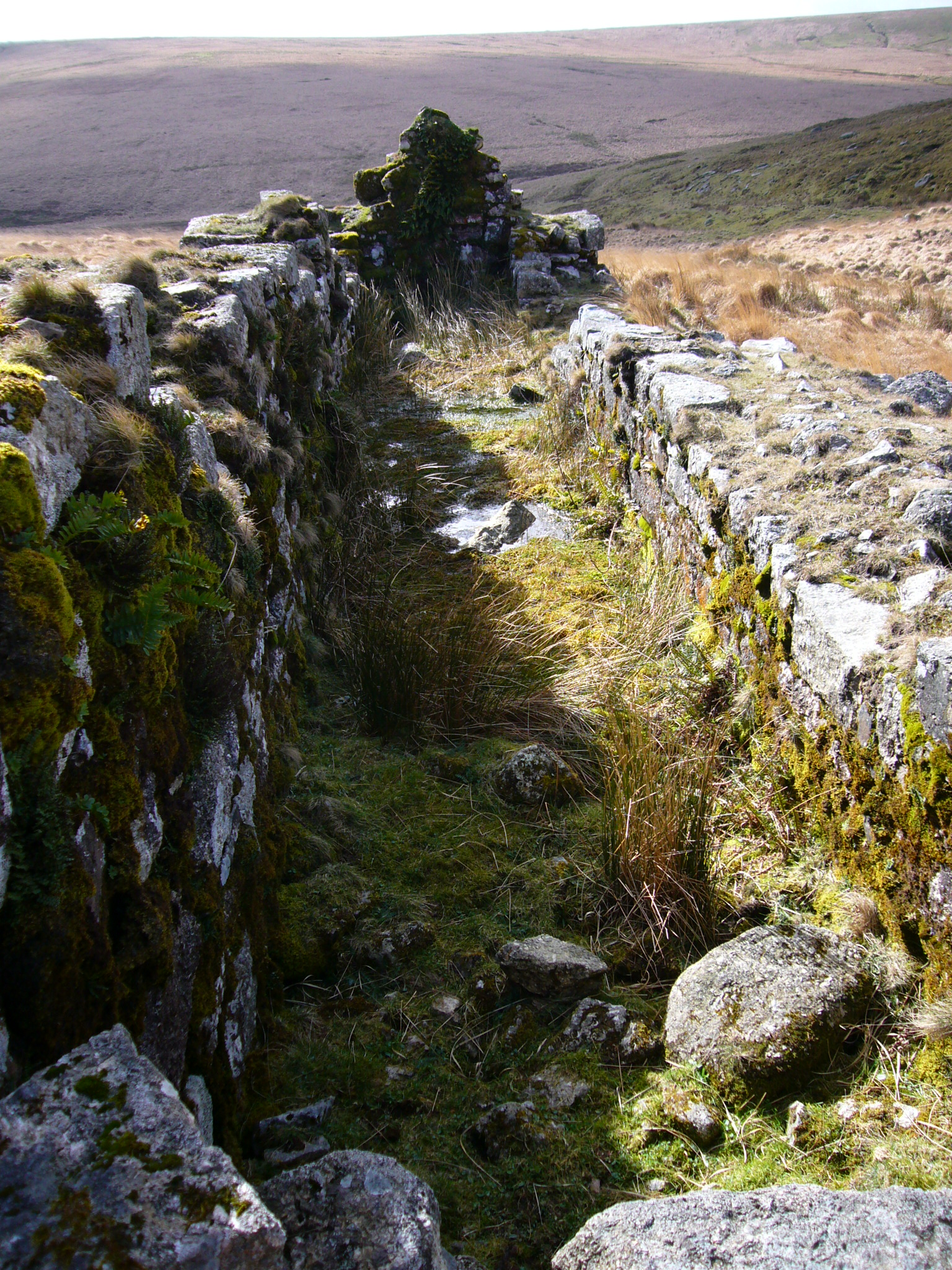
Foso en una mina de estaño medieval en Dartmoor, Reino Unido

Europa tiene muy pocos yacimientos de estaño y por ello era de suma importancia en tiempos antiguos importarlo largas distancias desde los distritos mineros conocidos de estaño, principalmente de Erzgebirge, a lo largo de la frontera entre Alemania y la República Checa, de la península ibérica, de Bretaña, en Francia, y desde Devon y Cornualles, en el suroeste de Inglaterra. Se sabe que existía otra fuente menor de estaño en el monte Valerio, en la Toscana, Italia, que fue explotada por los mineros etruscos alrededor de 800 a. C., pero no fue una fuente significativa de estaño para el resto del Mediterráneo Los mismos etruscos se vieron en la necesidad de importar estaño desde el noroeste de la península ibérica en esa época y después desde Cornualles.
El estaño fue extraído por primera vez en Europa en torno al 2500 a. C. en Erzgebirge, y el conocimiento del bronce de estaño y de las técnicas de extracción del estaño se extendieron desde allí hasta Bretaña y Cornualles, alrededor del año 2000 a. C., y luego desde el noroeste de Europa hasta el noroeste de España y Portugal en la misma época.
Bretaña tiene importantes fuentes de estaño que muestran evidencias de haber sido ampliamente explotadas después de la conquista romana de la Galia, desde el siglo I a. C. en adelante. Bretaña siguió siendo una importante fuente de estaño durante todo el período medieval.
El estaño ibérico fue ampliamente comerciado por todo el Mediterráneo durante la Edad del Bronce, y ampliamente explotado durante la época romana, pero esos yacimientos de estaño se olvidaron en gran parte a lo largo de la Edad Media y fueron redescubiertos en el siglo XVIII y sólo recobraron importancia durante la segunda mitad del siglo XIX.
La minería en Devon y Cornualles fue una importante fuente de estaño para Europa y el Mediterráneo en los tiempos antiguos, pero solo comenzó a dominar el mercado durante la última época de los romanos en el siglo III con el agotamiento de muchas minas de estaño hispanas. Cornualles mantuvo su importancia como fuente de estaño en toda la Edad Media y en la época moderna.

### Asia
Asia Occidental tiene muy poco mineral de estaño; los pocos yacimientos que se han encontrado recientemente son relativamente pequeños y demasiado insignificantes también para haber jugado un papel importante durante la mayor parte de la historia antigua. Sin embargo, es posible que se explotaran en el mismo inicio de la Edad de Bronce y que fueran los responsables del desarrollo de la primera tecnología de elaboración del bronce.
Si bien hay algunas fuentes de casiterita en Asia Central —en Uzbekistán, Tayikistán y Afganistán— que muestran signos de haber sido explotadas desde alrededor del 2000 a. C., no hay acuerdo entre los arqueólogos en cuanto a si fueron importantes fuentes de estaño para las culturas más tempranas de la Edad del Bronce del Cercano Oriente.
En Asia del Norte los únicos yacimientos de estaño considerados explotables por los pueblos antiguos se localizan en la región más oriental de Siberia. Estas fuentes de estaño parecen haber sido explotadas por los pueblos de la estepa euroasiática conocidos como la cultura Turbino de la Edad del Bronce Medio (1000 a. C.), así como las culturas del norte de China más o menos de la misma época.
Asia Oriental tiene una serie de pequeños yacimientos de casiterita a lo largo del río Amarillo, que fueron explotados por la más temprana cultura china de la Edad de Bronce, la cultura de Erlitou, y por la dinastía Shang (2500 a 1800 a. C.). Sin embargo, los yacimientos más ricos de la región, y de hecho del mundo, se encuentran en el sureste de Asia, y van desde la provincia china de Yunnan hasta la península de Malasia. Los yacimientos en la provincia de Yunnan no se explotaron hasta alrededor del año 700 a. C., pero en tiempos de la dinastía Han ya se habían convertido en la principal fuente de estaño en China según los textos históricos de la dinastías Jin, Tang y Song. Otras culturas del sudeste de Asia explotaron los abundantes recursos de casiterita en algún momento entre los milenios III y II a. C., pero debido a la falta de trabajos arqueológicos en la región se sabe poco acerca de esa explotación del estaño en la antigüedad en esa parte del mundo.
El estaño se utilizó en el subcontinente indio a partir de la segunda mitad del milenio II a. C., es decir, entre 1500 y 1000 a. C.) Aunque India tiene algunos pequeños yacimientos dispersos de estaño, no fueron una importante fuente de estaño para las culturas indias de la Edad de Bronce, como muestra su dependencia del estaño importado.

### África
Si bien  se sabe que existen en África Central y del Sur ricas vetas de estaño, el que se hayan explotado en la antigüedad sigue siendo controvertido. Sin embargo, la cultura bantú de Zimbabue se sabe que explotó minas, fundió y comercializó estaño entre los siglos XI y XV.

### América
Hay yacimientos de estaño en muchas partes de América del Sur, con yacimientos menores en el sur de Perú, en Colombia y Brasil y en el noroeste de Argentina, y grandes yacimientos de casiterita explotables en el norte de Bolivia. Estos yacimientos  ya eran explotados en el año 1000 para la fabricación de bronce de estaño por las culturas andinas, incluyendo la posterior cultura inca que consideraba el bronce de estaño como la "aleación imperial". En América central, la única fuente conocida explotable de estaño en la antigüedad se encuentra en Zacatecas, la provincia centronorteña de México, que suministró a las culturas occidentales mexicanas estaño suficiente para la producción de bronce.

### Australia
El cinturón de estaño del sudeste de Asia se extiende hasta Tasmania, pero los metales no fueron explotadas en Australia hasta la llegada de los europeos en el siglo XVIII.

## Comercio antiguo
Debido a la naturaleza dispersa de los yacimientos de estaño en el mundo y a su carácter esencial para la creación de bronce de estaño, el comercio del estaño jugó un papel importante en el desarrollo de todas las culturas en los tiempos antiguos. Los arqueólogos han reconstruido partes de las extensas redes comerciales de las antiguas culturas de la Edad de Bronce hasta los tiempos modernos, utilizando textos históricos, excavaciones arqueológicas y análisis de los elementos traza y de los isótopos de plomo para determinar el origen de los objetos de estaño en el mundo.

### Mediterráneo

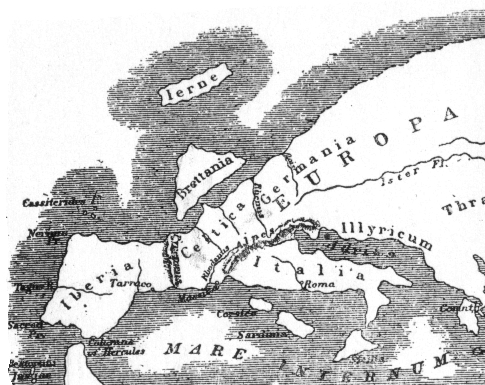
Mapa de Europa basado en la geografía de Estrabón, que muestra las Casitérides justo en la punta noroeste de Iberia

Las primeras fuentes de estaño en la Edad de Bronce Temprana en el Cercano Oriente aún se desconocen y son un tema de mucho debate en arqueología. Las posibilidades incluyen la existencia de fuentes de menor importancia, ahora agotadas en el Cercano Oriente, el comercio desde Asia Central, desde el África Subsahariana, de Europa u otros lugares.
Ya en 2500 a. C., Erzgebirge había comenzado a exportar estaño, utilizando la bien establecida ruta comercial báltica del ámbar para el suministro a Escandinavia y el Mediterráneo con estaño. En el año 2000 a. C. había comenzado ya la extracción de estaño en Inglaterra, Francia, España y Portugal y el estaño fue comerciado en el Mediterráneo de forma esporádica desde todas esas fuentes. Evidencias de ese comercio del estaño en el Mediterráneo pueden ser vistas en una serie de naufragios de la Edad del Bronce que contenían lingotes de estaño, como el de Uluburun  frente a la costa de Turquía, de fecha 1300 a. C. que llevaba más de 300 barras de cobre que pesanan 10 toneladas, y cerca de 40 barras de estaño que pesaban una tonelada. Aunque en Cerdeña no parece haber tenido fuentes importantes de estaño, si era rica en cobre y otros minerales y fue un importante centro del comercio de metales durante la Edad de Bronce y probablemente importó estaño desde la península ibérica para la exportación al resto del Mediterráneo.
En tiempos de la Grecia clásica, las fuentes de estaño ya están mejor establecidas. Grecia y el Mediterráneo occidental parecen haber comerciado el estaño desde fuentes europeas, mientras que el Cercano Oriente adquirió el suyo de fuentes del Asia central a través de la ruta de la Seda. Por ejemplo, en la edad de hierro, Grecia tuvo acceso al estaño de Iberia a través de los fenicios que comerciaban ampliamente allí; al de Erzgebirge vía la ruta báltica del ámbar; y al de Bretaña y Cornualles a través de rutas terrestres desde su colonia en Massalia (hoy en día Marsella), creada en el siglo VI a. C.. En el año 450 a. C., Heródoto describió como llegaba el estaño procedente de las islas del norte de Europa llamadas Casitérides, siguiendo las fronteras extremas del mundo, lo que sugiere un comercio de muy larga distancia, probablemente desde Gran Bretaña, el noroeste de Iberia, o de Bretaña, suministrando estaño a Grecia y otras culturas mediterráneas. Cabe señalar que la idea de que los fenicios fueron a Cornualles por su estaño y que lo suministraron a la totalidad del Mediterráneo no tiene ninguna base arqueológica y se considera en gran parte un mito.
El mundo romano temprano se abasteció principalmente con estaño procedente de sus provincias ibéricas de Gallaecia y Lusitania y, en menor medida, desde la Toscana. Plinio el Viejo menciona que en el 80 a. C. un decreto senatorial detuvo toda actividad minera en la península italiana, parando toda la actividad minera de estaño en la Toscana y aumentando la dependencia romana del estaño de Bretaña, Iberia, y Cornualles. Después de la conquista romana de la Galia, los yacimientos de estaño de Bretaña vieron intensificada la explotación a partir del siglo I a. C. (Penhallurick, 1986, pp. 86-91). Con el agotamiento de las minas de estaño ibéricas, Cornualles se convirtió en un importante proveedor de estaño para los romanos a partir del siglo III (Gerrard, 2000).
Durante todo el período medieval, la demanda de estaño aumentó a medida que el estaño fue adquiriendo popularidad. Bretaña y Cornualles siguieron siendo los principales productores y exportadores de estaño en todo el Mediterráneo hasta la época moderna (Gerrard, 2000).

### Asia
El desarrollo de la tecnología del bronce del Cercano Oriente se extendió a través de Asia central vía las estepas de Eurasia, y con el estaño llegó también el conocimiento y la tecnología para su prospección y extracción. Hacia el año 2000 a 1500 a. C., en Uzbekistán, Afganistán y Tayikistán parecen haberse explotado ya yacimientos de estaño, llevando recursos al este y al oeste siguiendo la que luego será conocida como la ruta de la seda que cruzaba todo el Asia central. Esta red comercial probablemente siguió una ruta comercial ya existente que comerciaba el lapislázuli, una preciada piedra semipreciosa de color azul, y otros objetos, como los vasos decorados con turquesas del Asia central que se han encontrado en lugares tan al oeste como Egipto y que datan del mismo período.
En China, el estaño temprano fue extraído a lo largo del río Amarillo en tiempos de Erlitou y Shang, entre 2500 y 1800 a. C. En época de los Han y posteriores, China importó su estaño de lo que hoy es la provincia de Yunnan, que se ha mantenido como fuente principal del estaño chino en la historia hasta los tiempos modernos.
Es poco probable que el estaño del sudeste asiático, procedente de Indochina, fuese comerciado ampliamente por todo el mundo en la antigüedad, ya que el área solamente quedó abierta a los comerciantes indios, musulmanes y europeos hacia el año 800.
El comercio romano a la India es bien conocido a partir de textos históricos, como la Naturalis Historia de Plinio (libro VI, 26), en la que se menciona al estaño como uno de los recursos que se exportaban desde Roma hasta el sur de Arabia, Somalia y la India.